# Сітомля (присілок)
Сітомля (рос. Ситомля) — присілок у Тихвінському районі Ленінградської області Російської Федерації.
Населення становить 24 особи. Належить до муніципального утворення Цвильовське сільське поселення.

## Історія
Населений пункт розташований на історичній Новгородській землі, знищеній Московським царством у 15 столітті.
Згідно із законом від 1 вересня 2004 року № 52-оз належить до муніципального утворення Цвильовське сільське поселення.

## Населення
| 1879 | 1885 | 1910 | 1928 | 1958 | 1997 | 2002 |
| ---- | ---- | ---- | ---- | ---- | ---- | ---- |
| 58   | ↗68  | ↗112 | ↗128 | ↘125 | ↘30  | →30  |
| 2007 | 2010 |      |      |      |      |      |
| ↘23  | ↗24  |      |      |      |      |      |